# 3717 Thorenia
3717 Thorenia eller 1964 CG är en asteroid i huvudbältet, som upptäcktes 15 februari 1964 av Indiana Asteroid Program vid Indiana University Bloomington med Goethe Link Observatory. Asteroiden har fått sitt namn efter Victor Eugene Thoren.
Asteroiden har en diameter på ungefär 16 kilometer och den tillhör asteroidgruppen Ashkova.